# Joanna Mostowska
Joanna Mostowska (ur. 1982 w Warszawie) – polska polarniczka, ultra-maratonka i podróżniczka, z wykształcenia geografka. Odwiedziła ponad 50 państw. Mostowska jest założycielką kultowej klubokawiarni podróżniczej w Warszawie Południk Zero (prowadziła ją w latach 2011–2020).

## Wyprawy polarne (zimowe):
- pierwsza kobieta, która doszła samotnie na Newtontoppen - najwyższy szczyt Spitsbergenu - Norwegia (2025)[3]

- jako pierwszy zespół kobiecy, wraz z Monika Witkowską, przebyła płaskowyż Deosai - drugi po Tybecie co do wysokości płaskowyż świata  - Pakistan (2024)[4]

- jako pierwsze Polki, wraz z Pauliną Pilch, przebyły płaskowyż Finnmarksvidda(inne języki) - Norwegia (2018)[5]
- jako pierwsze kobiety na świecie, wraz z Pauliną Pilch, przebyła w warunkach zimowych Islandię z północy na południe (360 km) - Islandia (2017)[6]

- jako pierwsza Polka samotnie przebyła płaskowyż Hardangervidda - Norwegia (2014)[7]

## Podróże (wybrane):
- Za swoją 9-miesięczną, samotną wędrówkę po Azji została wyróżniona podczas „Kolosów” (największego w Europie festiwalu podróżniczego)[8]
- Jednym z jej większych sukcesów w Azji była samotna wyprawa rowerowa przez Tybet (3500 km)[9]

## Osiągnięcia sportowe (wybrane):
- W 2019 roku przebiegła Główny Szlak Beskidzki, który ma długość 500 km. Był to wówczas rekord kobiet (rok później rekord pobiła Angelika Szczepaniak)[10]
- Mostowska bierze też udział w triathlonach, ukończyła kurs latania na paralotniach; wspina się, ukończyła kurs skałkowy, taternicki letni i taternicki zimowy, wspięła się m.in. na Mont Blanc, Elbrus i Stok Kangri[11]